# Germonville
Germonville és un municipi francès situat al departament de Meurthe i Mosel·la i a la regió del Gran Est. L'any 2007 tenia 80 habitants.

## Demografia

### Població
El 2007 la població de fet de Germonville era de 80 persones. Hi havia 28 famílies, de les quals 8 eren unipersonals (8 dones vivint soles i 8 dones vivint soles), 12 parelles sense fills i 8 parelles amb fills.
La població ha evolucionat segons el següent gràfic:
Habitants censats

### Habitatges
El 2007 hi havia 43 habitatges, 36 eren l'habitatge principal de la família i 7 estaven desocupats. 40 eren cases i 3 eren apartaments. Dels 36 habitatges principals, 23 estaven ocupats pels seus propietaris, 12 estaven llogats i ocupats pels llogaters i 1 estava cedit a títol gratuït; 3 tenien tres cambres, 7 en tenien quatre i 26 en tenien cinc o més. 28 habitatges disposaven pel capbaix d'una plaça de pàrquing. A 18 habitatges hi havia un automòbil i a 15 n'hi havia dos o més.

### Piràmide de població
La piràmide de població per edats i sexe el 2009 era:
| Homes | Edats   | Dones |
| ----- | ------- | ----- |
| 0     | 95 o +  | 0     |
| 0     | 90 a 94 | 0     |
| 0     | 85 a 89 | 0     |
| 0     | 80 a 84 | 0     |
| 0     | 75 a 79 | 0     |
| 0     | 70 a 74 | 4     |
| 8     | 65 a 69 | 0     |
| 4     | 60 a 64 | 12    |
| 0     | 55 a 59 | 0     |
| 0     | 50 a 54 | 0     |
| 8     | 45 a 49 | 12    |
| 0     | 40 a 44 | 0     |
| 4     | 35 a 39 | 0     |
| 4     | 30 a 34 | 0     |
| 0     | 25 a 29 | 0     |
| 0     | 20 a 24 | 0     |
| 4     | 15 a 19 | 4     |
| 0     | 10 a 14 | 0     |
| 0     | 5 a 9   | 0     |
| 0     | 0 a 4   | 0     |

## Economia
El 2007 la població en edat de treballar era de 49 persones, 43 eren actives i 6 eren inactives. De les 43 persones actives 40 estaven ocupades (24 homes i 16 dones) i 3 estaven aturades (1 home i 2 dones). De les 6 persones inactives 1 estava jubilada, 3 estaven estudiant i 2 estaven classificades com a «altres inactius».
Activitats econòmiques
Dels 7 establiments que hi havia el 2007, 3 eren d'empreses de construcció, 3 d'empreses de serveis i 1 d'una empresa classificada com a «altres activitats de serveis».
Dels 2 establiments de servei als particulars que hi havia el 2009, 1 era un paleta i 1 fusteria.
L'any 2000 a Germonville hi havia 6 explotacions agrícoles que ocupaven un total de 630 hectàrees.

## Poblacions més properes
El següent diagrama mostra les poblacions més properes.